# Apogon planifrons
 Apogon planifrons és una espècie de peix de la família dels apogònids i de l'ordre dels perciformes.

## Morfologia
Els mascles poden assolir els 10,5 cm de longitud total.

## Distribució geogràfica
Es troba des del sud de Florida i les Bahames fins al sud del Brasil.